# Robert Milton Zollinger
Pour les articles homonymes, voir Zollinger.
Robert Milton Zollinger, né le 4 septembre 1903 à Millersport, Ohio et mort le 12 juin 1992, est  un chirurgien américain, professeur à l'Université de l'État Ohio. Ses ancêtres sont d'origine suisse allemande, provenant de la région de Zurich. Zollinger a étudié a l'Université de l'État Ohio et se spécialise en chirurgie à l'Université Harvard, au Western Reserved Hospital de Cleveland  et à l'Hôpital Peter Bent Brigham de Boston. Avec son mentor, le chirurgien Eliott Cutler de Cleveland, a publié un fameux Atlas de chirurgie. Il décrit en 1955 avec Edwin Homer Ellison un syndrome qui porte désormais leur nom, le syndrome de Zollinger-Ellison.